# Tolsjöhult
Tolsjöhult is een plaats in de gemeente Lerum in het landschap Västergötland en de provincie Västra Götalands län in Zweden. De plaats heeft 66 inwoners (2005) en een oppervlakte van 20 hectare.